# Държава членка на Европейския съюз
Държава членка на Европейския съюз е държава, която е страна по договореностите на ЕС и следователно тя е субект на привилегии и задължения в своето европейско членство. За разлика от друг тип международни организации ЕС поставя всяка страна членка под обвързващи правила и закони в замяна на нейното участие и представителство в институциите на ЕС. В същото време страните членки на ЕС задържат своята автономия, което определя ЕС основно като икономически съюз, за разлика от федерални държави като САЩ, в това число национална войска и външна политика (макар че ЕС в цялост също има своя представителна външна политика).
Съюзът се състои от 27 страни членки, като Хърватия е последната присъединила се страна (юни 2013). Великобритания е първата страна членка на съюза, която го напуска. Това става на 31 януари 2020 г.